# ميخائيل آدامز (نجم اجتماعي)
ميخائيل آدامز (بالإنجليزية: Michael Adams)‏ هو نجم اجتماعي بريطاني، ولد في 23 أغسطس 1999 في City of Sunderland ‏ في المملكة المتحدة.